# دوارتي فيرنانديز
دوارتي فيرنانديز (بالبرتغالية: Duarte Fernandes‏) هو مستكشف ودبلوماسي برتغالي، ولد في القرن الخامس عشر، وتوفي في القرن السادس عشر.